# Atletismo nos Jogos Pan-Americanos de 1967 - Lançamento de dardo feminino
A prova do lançamento de dardo feminino nos Jogos Pan-Americanos de 1967 foi realizada em Winnipeg, Canadá.

## Medalhistas
| Ouro                                 | Prata                         | Bronze                  |
| Barbara Friedrich USA Estados Unidos | RaNae Bair USA Estados Unidos | Jay Dahlgren CAN Canadá |

## Resultados
| Posição           | Nome              | Nacionalidade      | Marca | Notas |
| ----------------- | ----------------- | ------------------ | ----- | ----- |
| Medalha de ouro   | Barbara Friedrich | USA Estados Unidos | 53.24 |       |
| Medalha de prata  | RaNae Bair        | USA Estados Unidos | 51.64 |       |
| Medalha de bronze | Jay Dahlgren      | CAN Canadá         | 45.46 |       |
| 4                 | Blanca Umaña      | COL Colômbia       | 44.07 |       |
| 5                 | Carmen Moreno     | CUB Cuba           | 43.46 |       |
| 6                 | Beryl Rodrigues   | CAN Canadá         | 39.84 |       |
| 7                 | Martha Bravo      | MEX México         | 39.00 |       |
| 8                 | Delia Vera        | PER Peru           | 38.24 |       |